# CMF Design
CMF Design (Akronym für Colori, Materiali, Finiture italienisch für Farben, Materialien, Oberflächen) ist ein Bereich des Produktdesign. Die Konzeption wurde von dem italienischen Gestalter Clino T. Castelli Ende der 1970er Jahre erdacht. So wurde auf das optische und haptische Erscheinungsbild besonderen Wert gelegt. In der Vergangenheit gingen gerade bei technischen Produkten die Gestaltung von Ingenieursabteilungen aus, die einen Schwerpunkt auf die technische Gestaltung gelegt hatten. Nach Maßgabe des CMF Designs wird auf ein markentypisches Erscheinungsbild und auf eine für den Konsumenten erlebbare Materialmischung Wert gelegt.
Hierbei gilt der Hersteller Lancia als Pionier. Nach der Konzeption von Castelli wurde die Farbe der Fahrzeuge mit farblich passenden Innenräumen in hochwertiger Gestalt kombiniert. Damit hob sich Lancia deutlich von anderen Automobilherstellern der damaligen Zeit ab. CMF Design ist heutzutage ein weltweit verbreite Vorgehensweise. 